# Jiangxi Ganzhong Auto
Jiangxi Ganzhong Auto Co. Ltd. war ein Hersteller von Automobilen aus der Volksrepublik China.

## Unternehmensgeschichte
Das Unternehmen aus Yichun begann 1997 mit der Produktion von Automobilen. Der Markenname lautete Ganzhong. Im gleichen Jahr endete die Produktion.

## Fahrzeuge
Ein Modell war ein Geländewagen mit Allradantrieb, ähnlich dem Jeep Cherokee.
Das andere Modell 6300 war ein Kleinstwagen. Er war bei einem Radstand von 210 cm 300 cm lang, 140 cm breit und 165 cm hoch. Die geschlossene Karosserie bestand aus Kunststoff und bot Platz für vier Personen. Das Leergewicht war mit 910 kg angegeben. Motoren mit 644 cm³ Hubraum sowie mit 797 cm³ Hubraum und 35 kW Leistung standen zur Wahl.